# 富布赖特项目

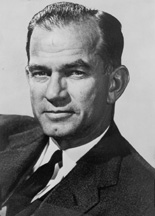
J·威廉·富布赖特参议员

富布赖特项目是一项由美国政府推动资助的国际教育、文化和研究交流项目，依时任阿肯色州参议员J·威廉·富布赖特的提案于1946年设立。
富布赖特项目是世界上“规模最大、声誉最高的国际交流计划”之一，它通过50所负责机构在155个国家和地区运作。截至2016财年，愈38.7万名学生、学者、教育工作者、研究生和专业人士获选参与交流，至2019年已诞生60位诺贝尔奖得主、89位普利策奖得主、75位麦克阿瑟奖得主和39名前任或现任政府首脑。

## 历史
富布赖特项目的宗旨是对世界大事多一点了解、多一点理性、多一点同情心，并以此促使各国最终学会和平友好地生活在一起。
 — J·威廉·富布赖特， 1983
作为剩余资产法案的修正案，来自阿肯色州的J·威廉·富布赖特参议员提出富布赖特法案（Fulbright Act of 1946），主张将美国政府的海外二战剩余物资就地变卖为当地货币避免加剧美元短缺，并部分用以资助美国与当地的教育交流项目。富布赖特希望通过教育交流增进相互了解、促进世界和平，认为这将成为个人、研究机构和未来领袖之间相互了解的必要手段。
1961年国会通过了富布赖特–海斯法案，即“1961年相互教育及文化交流法案”，扩大了富布赖特项目可支配资金的来源范围，将其从二战剩余资产变为美国国会拨款为主，外国政府及教育机构也需分担部分经费。
至2010年，富布赖特项目通过50所双边协作的专门机构和美国使领馆在155个国家和地区运作。

### 海外
1947年11月10日，中华民国外交部部长王世杰与美国驻华大使司徒雷登在南京签订《中美教育交换协定》，随后在南京设立“美国在中华民国教育基金会”，大陆时期的中华民国成为第一个签署富布赖特项目协定的国家。1949年中华人民共和国成立后，富布赖特项目中止了在中国的项目，直至1979年中美恢复外交关系后即告恢复。
项目存在时，香港和澳门地区的富布赖特项目曾由美國駐港領事館和美国国务院正式负责，并由香港美國中心（Hong Kong–America Center）代表香港教資會研資局和美国领事馆协助运作。
國府迁台後，美国与中华民国教育基金会合作，于1957年11月30日重启台湾的富布赖特项目，后于1979年5月更名为“學術交流基金會”。為悼念2021年太魯閣號事故中罹難的兩位美籍傅爾布萊特英語教學助理，美國在台協會 (AIT) 將協會內的一張長椅命名為「傅爾布萊特長椅」。
菲律宾则是持续运作富布赖特项目最长的国家，于1948年3月23日成立菲律宾–美国教育基金会（The Philippine–American Educational Foundation）负责富布赖特项目在当地的运作，与同年签署协定的缅甸和希腊成为最早参与项目的海外四国。
2020年7月，美國根据第13936號行政命令宣佈中止中國内地和香港的富布賴特交流計劃。

## 项目
富布赖特项目的目的是通过教育、人员交流、知识和技术交换来增进美国与其他国家的交流和相互理解。它为学生、学者及专业人士提供在海外学习交流的资金。项目最初在美洲和欧洲对美国友好的国家进行，现在则面向全球多数国家和地区。
富布赖特项目分为两部分：美国学生项目（美国公民接受资助前往其他国家学习）和外国学生项目（外国公民接受资助前往美国学习）。申请人通常需要为35周岁以下，并且拥有学士或更高学位。
外国学生项目资助的外国公民需要熟练掌握英语，并且具有学习和科研能力。美国将为参与者签发J-1签证，参与者需要在学习结束后回国服务。为了避免造成参与者所在国人才流失，美国在两年内不会给参与者签发移民类签证或H-1、L-1和K-1非移民签证。

## 运作
富布赖特项目在美国国务院教育和文化事务局监督下由50所双边负责机构、美国使领馆及合作组织管理。
国际教育协会下属的国际学者交流协会协助遴选美国学生和学者参与交换项目，同时也负责安排外国学生和学者到美国大学学习交流。美国教育部负责博士教育及博士后研究资助和海外讲座及小组项目。
富布赖特项目资金主要来自美国国会拨款，项目也从合作国政府、研究机构、基金会和其他来源获得现金资助或非现金形式的支持。2009财年，国会为项目投入拨款为2.349亿美元。2008财年，外国政府通过双边机构或基金会直接资助约6千万美元。

## 学友
六十多年來，學術交流基金會已經選送超過一千六百位臺灣獲獎人前往美國深造，亦選送超過一千七百位美國獲獎人來臺交流，如環境學家馬耐德 (Nate Maynard)、學者伊恩 (Ian Rowen)、作家陳盈涵 (Karissa Chen)和法學院教授陸梅吉 (Margaret Lewis)。來自臺灣的傑出學友含聲樂家申學庸、雲門舞集創辦人林懷民及作家齊邦媛。每年全球共约7千5百人获选参与富布赖特项目。截至2016财年，已有约38.7万人获选参与项目，包括140,844名美国公民和246,709名外国公民。参与者们在政府、科学、艺术、商业、慈善、教育和运动领域成就瞩目，截至2021年已有：
- 60位诺贝尔奖得主
- 75位麦克阿瑟奖得主
- 89位普利策奖得主
- 1名前任联合国秘书长
- 39名前任或现任政府首脑
- 10名前任或现任美国国会议员[已过时]

## 协会
全球170个国家和地区均有富布赖特学友组织或协会，其中独立于项目和国务院的美国富布赖特协会有近万名会员，2013年吸收合并的富布赖特学会则关注愈十万名科学技术及相关领域学友的专业发展与合作。